# 吕德尔 (默尔特-摩泽尔省)
吕德尔（法語：Ludres，法語發音：[lydʁ]）是法国默尔特-摩泽尔省的一个市镇，位于该省南部，属于南锡区。

## 地理
吕德尔（48°37'18"N, 6°9'42"E）面积8.18 平方千米，位于法国大東部大區默尔特-摩泽尔省，该省份为法国东北部内陆省份，是洛林的一部分，北邻比利时、卢森堡，北起顺时针与摩泽尔省、下莱茵省、孚日省和默兹省接壤。
与吕德尔接壤的市镇（或旧市镇、城区）包括：沙维尼、弗莱维尔德旺南锡、乌德蒙、吕普库尔、梅桑、里沙尔梅尼勒、韦尔穆瓦城。

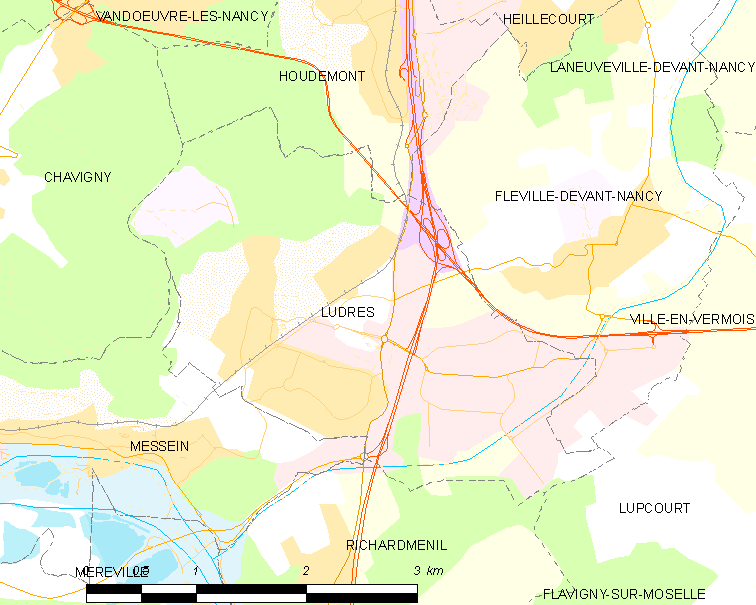
的OSM定位图

吕德尔的时区为UTC+01:00、UTC+02:00（夏令时）。

## 行政
吕德尔的邮政编码为54710，INSEE市镇编码为54328。

## 政治
吕德尔所属的省级选区为雅维尔-拉马尔格朗日县。

## 人口

1962-2008年间人口变化图示

吕德尔于2022年1月1日时的人口数量为5899人。